# Tom Walsh (Fußballspieler)
Tom Walsh (* 11. Juli 1996 in Troon) ist ein schottischer Fußballspieler.

## Karriere

### Verein
Tom Walsh kam im Jahr 2007 in die Youth Academy der Glasgow Rangers. In dieser absolvierte er neben Ligaspielen der verschiedenen Juniorenteams auch Spiele im Glasgow Cup. Am 8. Dezember 2012 debütierte der damals 16-Jährige Walsh unter Teammanager Ally McCoist für die Rangers in der Third Division gegen Stirling Albion. Bis zum Saisonende kam kein weiterer Einsatz von Walsh für die Mannschaft zustande, nichtsdestotrotz stieg die Mannschaft am Ende der Spielzeit in die neu gegründete Scottish League One auf. In der Aufstiegssaison, ein weiteres Jahr später blieb er ohne jeglichen Einsatz für die Profimannschaft. Von September 2014 bis Januar 2015 spielte er Leihweise beim schottischen Drittligisten FC Stenhousemuir. Nach seiner Rückkehr kam Walsh zu seinem ersten Einsatz (seit Dezember 2012) am 10. März 2015 unter Interimstrainer Kenny McDowall gegen Queen of the South. Vier Tage später stand Walsh unter dem neuverpflichteten Trainer Stuart McCall erstmals in der Startelf der Gers im Zweitligaspiel gegen den FC Livingston. Am Ende der Saison kam er auf insgesamt acht Ligaspiele. Im Januar 2016 wurde der 19-Jährige bis zum Ende der Saison 2015/16 an den FC Dumbarton verliehen. Im Juli 2016 wurde Walsh für ein halbes Jahr an den FC St. Mirren verliehen.

### Nationalmannschaft
Tom Walsh spielte ab dem Jahr 2011 in Länderspielen der Juniorenteams von Schottland. Er debütierte dabei in der U-15 Nationalmannschaft. Es folgten Einsätze für die U-16, U-17 und U-19 von Schottland.

## Erfolge
mit den Glasgow Rangers:
- Aufstieg in die League One: 2013